# Drosicha dalbergiae
Drosicha dalbergiae är en insektsart som först beskrevs av Stebbing 1902.  Drosicha dalbergiae ingår i släktet Drosicha och familjen pärlsköldlöss. Inga underarter finns listade i Catalogue of Life.